# Madame Eloffe
Adélaïde Henriette Damoville, känd som Madame Eloffe, född 1759, död 1805, var en fransk sömmerska och modehandlare. Hon var sömmerska till drottning Marie Antoinette.
Hon har ofta uppgetts vara niece till Madame Pompey. Hon efterträdde Pompey i privilegiet att förse kvinnorna vid det franska hovet med klädornament och accessoarer. Eloffe gjorde sig dock mycket goda förtjänster och kunde i vissa fall rentav ta högre priser för dekorationer och detaljer än för en helt ny klänning. Hon sydde också upp formella klänningar för hovpresentationer, och tog år 1787 2 049 livres för en sådan.  
Eloffe var under de sista åren före franska revolutionen rival till Rose Bertin, och blev en ofta anlitad sömmerska till Marie Antoinette.  Medan Bertin var modedesigner, specialiserade sig Eloffe främst på att göra om och reparera gamla plagg och förse dem med ny dekor, men dessa tjänster blev populära även bland de mest förmögna kunderna i slutet av 1780-talet, när den ekonomiska krisen gjorde en större sparsamhet aktuell, särskilt sedan Marie Antoinette själv av hänsyn till krisen börjat prioritera att sy om gamla plagg snarare än köpa nya kreationer. År 1785 var Marie Antoinette skyldig Bertin 90 000 livres och Eloffe 25 000. 
Bland hennes övriga kunder fanns prinsessorna Victoire, Adelaide och grevinnan av Artois, som tillsammans med Marie Antoinette var hennes huvudkunder och fram till 1793 gav henne två tredjedelar av hennes inkomst. Före revolutionen tjänade hon 100 000 livres om året; efter 1790 sjönk denna till 16 000, och hon började också ta emot direkta betalningar snarare än att ta emot pengarna genom kvartalsvisa inbetalningar. 
Hennes räkenskapsböcker är bevarade och betraktas som viktiga tidsdokument, särskilt ifråga om Marie Antoinettes klädkonsumtion (Rose Bertins räkenskapsböcker är inte bevarade), och har blivit utgivna av Gustave-Armand-Henry: Modes et usages au temps de Marie Antoinette: Livre-journal de Madame Eloffe, 2. vols. (Paris, 1885).